# Симон (Морозов)
Епископ Симон (в миру Александр Васильевич Морозов; 13 октября 1975, Энгельс) — архиерей Русской православной церкви, епископ Шахтинский и Миллеровский.

## Биография
Родился 13 октября 1975 года в городе Энгельсе Саратовской области в рабочей семье.

### Образование
В 1990 году окончил среднюю школу № 19, в 1993 году — СПТУ № 55 города Энгельса. С 1993 по 1994 годы обучался в Энгельсском технологическом институте.
В 1999 году окончил Саратовскую духовную семинарию. В 2000 году поступил в Московскую духовную академию. В 2001 году от академии направлен для обучения на педагогическом факультете Патрского университета (Греция), которое окончил в 2002 году.
В 2009—2010 годах являлся слушателем в Общецерковной аспирантуре и докторантуре имени святых Кирилла и Мефодия.

### Церковная деятельность
В 1994—1996 годах Морозов нёс послушание на Вознесенском и Пятницком подворьях Троице-Сергиевой лавры.
22 мая 1997 года пострижен в монашество с именем Симон в храме иконы Божией Матери «Утоли моя печали» города Саратова. В этом же году, 1 июня, был рукоположён в сан диакона в храме великомученика Димитрия Солунского города Саратова. 8 октября 1999 года был рукоположён во пресвитера архиепископом Саратовским и Вольским Александром (Тимофеевым).
В 2004 году, после окончания академии, Симон был направлен в Саратовскую епархию — исполнял послушания заведующего заочным сектором Саратовской духовной семинарии и преподавателя семинарии по редметам: «Византология», «Патрология», «Общецерковная история» и «Новогреческий язык». Является соискателем учёной степени кандидата богословия.
С 2010 года — клирик Ростовской-на-Дону епархии, назначен настоятелем храма Архангела Михаила села Позднеевка Миллеровского района. После разделения Ростовской епархии в 2011 году — клирик Шахтинской и Миллеровской епархии.
25 марта 2014 года был назначен на должность секретаря управляющего Шахтинской епархией епископа Игнатия (Депутатова), а с 26 марта — благочинный приходов Тарасовского церковного округа. 29 марта был назначен настоятелем Покровского собора города Шахты.

### Архиерейство
30 мая 2014 года решением Священного Синода избран епископом Шахтинским и Миллеровским.
31 мая возведён в сан архимандрита епископом Вологодским и Великоустюжским Игнатием.
7 июня 2014 года в Тронном зале Патриарших покоев Свято-Троицкой Сергиевой Лавры Патриарх Московский и всея Руси Кирилл возглавил чин наречения архимандрита Симона (Морозова) во епископа Шахтинского и Миллеровского.
11 июля 2014 года в верхнем храме Спасо-Преображенского собора Валаамского ставропигиального мужского монастыря был рукоположён в сан епископа. Хиротонию совершили: Патриарх Московский и всея Руси Кирилл, митрополит Санкт-Петербургский и Ладожский Варсонофий (Судаков), митрополит Ростовский и Новочеркасский Меркурий (Иванов), митрополит Пензенский и Нижнеломовский Серафим (Домнин), епископ Троицкий Панкратий (Жердев), епископ Солнечногорский Сергий (Чашин), епископ Вологодский и Великоустюжский Игнатий (Депутатов), епископ Волгодонский и Сальский Корнилий (Синяев), епископ Костомукшский и Кемский Игнатий (Тарасов).
С 17 по 28 ноября 2014 года в Москве слушал двухнедельный курсы курсы повышения квалификации для новопоставленных архиереев Русской Православной Церкви.